# مدل‌های محاسبه عصبی
مدل‌های محاسبه عصبی عبارتند از تلاش برای روشن ساختن، به روشی انتزاعی و ریاضی، اصول اصلی است که زمینهٔ پردازش اطلاعات در سیستم‌های عصبی بیولوژیکی یا اجزای عملکردی آن را فراهم می‌کند. این مقاله با هدف ارائهٔ یک نمای کلی از قطعی‌ترین مدل‌های محاسبهٔ عصبی-بیولوژیکی و همچنین ابزارهای معمول که برای ساخت و تحلیل آن‌ها استفاده می‌شود، ارائه می‌شود.

## مقدمه
به دلیل پیچیدگی رفتار سیستم عصبی، مرزهای خطای آزمایشی مرتبط با آن نامشخص است؛ اما ارزش نسبی مدل‌های مختلف یک زیرسیستم خاص را می‌توان با توجه به میزان دقت در بازآفرینی دنیای واقعی یا پاسخ به سیگنال‌های ورودی خاص، دریافت. در رشتهٔ بسیار مرتبط عصب‌شناسی محاسباتی، روش این است که به گونه‌ای که حلقه بسته شود، محیط را در مدل وارد کنیم. در مواردی که مدل‌های رقیب در دسترس نیستند یا فقط پاسخ‌های ناخالص اندازه‌گیری یا تعیین کیفی شده‌اند، یک مدل فرموله شدهٔ واضح می‌تواند دانشمند را در طراحی آزمایش‌هایی برای کاوش مکانیسم‌های بیوشیمیایی یا اتصال شبکه راهنمایی کند.
در همهٔ موارد مگر ساده‌ترین موارد، معادله‌های ریاضی که اساس یک مدل هستند را نمی‌توان به‌طور دقیق حل کرد. با این وجود، فناوری رایانه، گاهی به‌صورت نرم‌افزارهای تخصصی یا معماری سخت‌افزاری، به دانشمندان امکان انجام محاسبات تکراری و جستجوی راه‌حل‌های قابل‌قبول را می‌دهد. یک تراشه رایانه یا یک ربات که می‌تواند از طریق راه‌های مشابه ارگانیسم اصلی با محیط طبیعی ارتباط برقرار کند، از تجسم‌های یک مدل مفید است. هرچند معیار نهایی موفقیت، توانایی در پیش‌بینی‌های قابل آزمایش است.

## معیارهای کلی ارزیابی مدل‌ها

### سرعت پردازش اطلاعات
سرعت پردازش اطلاعات در سیستم‌های عصبی بیولوژیکی به سرعت انتشار یک پتانسیل فعالیت تا پایین فیبر عصبی محدود می‌شود. این سرعت رسانایی از ۱ متر بر ثانیه تا بیش از ۱۰۰ متر بر ثانیه است و به‌طور کلی با افزایش قطر فرایند عصبی افزایش می‌یابد. سرعت پایین در مقیاس‌های زمانی مربوط به رویدادهای مرتبط به بیولوژیک که توسط سرعت صدا یا نیروی جاذبه  کنترل می‌شوند، باعث شده تا سیستم عصبی با قاطعیت بیشتر محاسبات موازی را بر محاسبات متوالی به‌ویژه در برنامه‌هایی که در آن‌ها بحران زمانی مطرح است، ترجیح دهد.

### استحکام
یک مدل دارای استحکام است در صورتی که تحت تغییرات ورودی یا پارامترهای عملیاتی معرفی‌شده توسط نویز، نتایج مشابه را تولید کند. به عنوان مثال، جهت حرکت که توسط یک ردیاب حرکت مستحکم محاسبه می‌شود، تحت تغییرات کوچک روشنایی، تضاد یا لرزش سرعت تغییر نمی‌کند. به عنوان مثال برای مدلهای ساده ریاضی نورون، وابستگی الگوهای اسپایکی به تأخیر سیگنال بسیار ضعیف تر است از وابستگی به تغییر در «وزن» اتصالات بین نورونی.

### به دست آوردن کنترل
این مورد به این اصل اشاره دارد که پاسخ سیستم عصبی باید در محدوده خاصی باقی بماند حتی هنگامی که ورودی از محیط به شدت تغییر می‌کند. به عنوان مثال شبکیه هنگام تنظیم بین یک روز آفتابی و یک شب بدون ماه، رابطه بین سطح نور و خروجی نورون را با ضریب بیش از{\displaystyle 10^{6}} تغییر می‌دهد تا سیگنال‌های ارسال شده به مراحل بعدی سیستم بینایی همیشه در یک دامنهٔ کوچکتر باقی بمانند.

### خطی یا غیر خطی بودن
سیستم خطی سیستمی است که پاسخ آن به مجموعه ای از ورودی‌ها که به یکباره در نظر گرفته شوند، در یک واحد اندازه‌گیری مشخص، مجموع پاسخ‌های آن به هر یک ورودی‌ها به صورت جداگانه است.
تجزیه و تحلیل سیستم‌های خطی از نظر ریاضی آسان‌تر است و در بسیاری از مدل‌ها از جمله نورون مک کلوچ و پیتز، مدل‌های کدگذاری جمعیت و نورون‌های ساده که اغلب در شبکه عصبی مصنوعی استفاده می‌شوند، یک فرض قانع کننده است. خطی بودن ممکن است در عناصر اساسی یک مدار عصبی مانند پاسخ یک نورون پس سیناپسی یا به عنوان یک ویژگی ظهور شده از ترکیبی از زیر مدارهای غیرخطی رخ دهد. گرچه خطی بودن اغلب نادرست تلقی می‌شود، اما کارهای اخیر حاکی از آن است که در برخی موارد از نظر فیزیکی قابل قبول است.

## مثال‌ها
یک مدل عصبی محاسباتی ممکن است محدود به سطح سیگنالینگ بیوشیمیایی در نورون‌های منفرد باشد یا ممکن است کل ارگانیسم موجود در محیط خود را توصیف کند. مثالهای اینجا با توجه به حوزهٔ آنها گروه‌بندی شده‌است.

### مدل‌های انتقال اطلاعات در سلول‌های عصبی
مقاله اصلی: مدل نورون بیولوژیکی
پرکاربردترین مدلهای انتقال اطلاعات در سلولهای عصبی بیولوژیکی براساس قیاس آن‌ها با مدارهای الکتریکی است. معادلاتی که باید حل شوند معادلات دیفرانسیل وابسته به زمان با متغیرهای الکترو دینامیکی مانند جریان، رسانایی یا مقاومت، ظرفیت و ولتاژ هستند.

#### مدل هاچکین – هاکسلی و مشتقات آن
مقاله اصلی: مدل هاچکین – هاکسلی
مدل هاچکین – هاکسلی، که به‌طور گسترده‌ای از دستاوردهای بزرگ بیوفیزیک قرن بیستم شناخته می‌شود، توصیف می‌کند که چگونه پتانسیل عمل در سلول‌های عصبی از طریق کانال‌های یونی ولتاژدار آغاز و در آکسون انتشار می‌یابد. این مجموعه ای از معادلات دیفرانسیل معمولی غیرخطی است که توسط آلن لوید هاچکین و اندرو هاکسلی در سال ۱۹۵۲ برای توضیح نتایج آزمایش‌های ولتاژ جهش در آکسون غول پیکر مرکب معرفی شد. راه حل‌های تحلیلی وجود ندارد، اما الگوریتم لونبرگ-مارکوارت، یک الگوریتم گوس-نیوتون اصلاح شده، اغلب برای تطبیق این معادلات با داده‌های ولتاژ جهش استفاده می‌شود.
مدل فیتزهیو-ناگومو ساده‌شدهٔ مدل هاچکین-هاکسلی است. مدل هیندمارش-رز توسعه‌ای است که انفجار اسپایک‌های عصبی را توصیف می‌کند. مدل موریس- لکار یک تغییر است که اسپایک ایجاد نمی‌کند، اما انتشار موج آهسته را توصیف می‌کند، که در مکانیسم‌های سیناپسی بازدارنده ژنراتورهای الگوی مرکزی نقش دارد.

#### سالیتون
مقاله اصلی: مدل سالیتون در علوم اعصاب
مدل سالیتون جایگزینی برای مدل هاچکین-هاکسلی است که ادعا می‌کند چگونگی شروع و هدایت پتانسیل عمل را به شکل انواع خاصی از پالس‌های صدای انفرادی (یا چگالی) که می‌تواند به عنوان سالیتون در امتداد آکسون، بر اساس یک نظریه انتشار پالس عصبی ترمودینامیک مدل‌سازی شود، توضیح می‌دهد.

#### توابع انتقال و فیلترهای خطی
این رویکرد، تحت تأثیر نظریه کنترل و پردازش سیگنال، نورون‌ها و سیناپس‌ها را به عنوان موجوداتی نامتغیر در زمان که خروجی آن‌ها ترکیبی خطی از سیگنال‌های ورودی است و اغلب به صورت امواج سینوسی با فرکانس‌های زمانی یا فضایی مشخص به تصویر کشیده می‌شوند، در نظر می‌گیرد.
تمام رفتار یک نورون یا سیناپس در یک تابع تبدیل رمزگذاری می‌شود، با این وجود، عدم دانش دقیق در مورد مکانیزم اساسی وجود دارد. این مسئله یک ریاضیات کاملاً پیشرفته را بر مسئله انتقال اطلاعات تحمیل می‌کند.
طبقه‌بندی همراه فیلترهای خطی در توصیف مدارهای عصبی مفید است. تصور می‌شود که هر دو فیلترپایین‌گذر و بالاگذر به نوعی در سیستم‌های حسی وجود دارد، زیرا به ترتیب برای جلوگیری از اتلاف اطلاعات در محیط‌های با کنتراست بالا و پایین عمل می‌کنند.
در واقع، اندازه‌گیری عملکردهای انتقال سلول‌های عصبی در شبکیه خرچنگ نعل‌اسبی بر اساس تجزیه و تحلیل سیستم‌های خطی نشان می‌دهد که آنها نوسانات کوتاه مدت سیگنال‌های ورودی را به روش فیلترهای کم گذر از بین می‌برند و تنها روند طولانی مدت را از بر جای می‌گذارند. این حیوانات بدون کمک به تحریف‌های نوری ناشی از جریان‌های زیر آب قادر به دیدن اجسام با کنتراست کم نیستند.

### مدل‌های محاسبات در سیستم‌های حسی

#### مهار جانبی در شبکیه: معادلات هارت لاین - راتلیف
در شبکیه، یک گیرنده عصبی تحریک‌شده می‌تواند فعالیت نورون‌های اطراف را در منطقه ای به نام میدان بازدارنده سرکوب کند. این اثر که به مهار جانبی معروف است، کنتراست و وضوح را در پاسخ بینایی افزایش می‌دهد، اما منجر به ظهور پدیدهٔ نوارهای مچ باند می‌شود. این امر اغلب با توهم نوری نوارهای روشن یا تاریک در کنار مرز تیزبین دو منطقه در تصویری از درخشندگی متفاوت نشان داده می‌شود.
مدل هارت لاین-راتلیف تعاملات درون گروهی از سلولهای گیرنده نوری p را توصیف می‌کند. با فرض خطی بودن این تعاملات، آنها رابطه زیر را برای نرخ پاسخ حالت پایدار {\displaystyle r_{p}} برای گیرنده نوری p داده شده را از طریق نرخ پاسخ حالت پایدار {\displaystyle r_{j}} از گیرنده‌های اطرافj مطرح می‌کنند:
{\displaystyle r_{p}=\left|\left[e_{p}-\sum _{j=1,j\neq p}^{n}k_{pj}\left|r_{j}-r_{pj}^{o}\right|\right]\right|}.
در اینجا،
{\displaystyle e_{p}}میزان تحریک گیرنده هدف p از انتقال حسی است
{\displaystyle r_{pj}^{o}} آستانهٔ سلول شلیک‌کننده است، و
{\displaystyle k_{pj}}ضریب تعاملات مهاری بین گیرنده‌های p و j است. تعاملات مهاری با فاصله گرفتن از گیرنده هدف p کاهش می‌یابد.

#### همبستگی متقابل در محلی سازی صدا: مدل جفرس
به گفته جفرس، به منظور محاسبه محل منبع صوتی در فضا از اختلاف زمانی بین شنیداری، یک سیستم شنوایی به خطوط تأخیر متکی است: سیگنال القا شده از یک گیرنده شنوایی یک طرفه به یک نورون خاص در همان زمان به تأخیر می‌افتد که لازم است صدای اصلی از یک گوش به گوش دیگر برود. هر سلول پس سیناپسی به‌طور متفاوتی به تأخیر می‌افتد و بنابراین برای یک اختلاف زمانی بین شنیداری خاص است. این نظریه معادل روش ریاضی همبستگی متقابل است.
به دنبال فیشر و اندرسون، پاسخ نورون پس سیناپسی به سیگنال‌های گوش چپ و راست توسط{\displaystyle y_{R}\left(t\right)-y_{L}\left(t\right)}که
{\displaystyle y_{L}\left(t\right)=\int _{0}^{\tau }u_{L}\left(\sigma \right)w\left(t-\sigma \right)d\sigma }
{\displaystyle y_{R}\left(t\right)=\int _{0}^{\tau }u_{R}\left(\sigma \right)w\left(t-\sigma \right)d\sigma }
و {\displaystyle w\left(t-\sigma \right)}تابع تأخیر را نشان می‌دهد. این کاملاً درست نیست و برای نظم بخشیدن به نمادها به یک چشم واضح نیاز است. جغد سینه‌خال دارای ساختاری است که با مکانیسم‌های ار نوع جفرس سازگار است.

#### همبستگی متقابل برای تشخیص حرکت: مدل هاسنشتاین-ریچارد
یک ردیاب حرکت باید سه نیاز کلی را برآورده کند: ورودی‌های جفتی، عدم تقارن و غیرخطی بودن.عملیات همبستگی متقابل که به‌طور نامتقارن بر روی پاسخ‌های یک جفت گیرنده نوری انجام می‌شود، این حداقل معیارها را برآورده می‌کند و علاوه بر این، ویژگی‌هایی را که در پاسخ نورون‌های صفحه لوبولا در حشرات دو بال مشاهده شده‌است، پیش‌بینی می‌کند.
معادلهٔ اصلی برای پاسخ به‌صورت زیر است:
{\displaystyle R=A_{1}(t-\tau )B_{2}(t)-A_{2}(t-\tau )B_{1}(t)}
مدل HR اوج پاسخ را در یک فرکانس زمانی ورودی خاص پیش‌بینی می‌کند. مدل بارلو-لویک که از نظر مفهومی مشابه این مدل است از این نظر ناکاراست که محرک ارائه شده به تنها یک گیرنده از جفت، برای تولید پاسخ کافی است. برخلاف آن مدل HR نیاز به دو سیگنال همبسته دارد از نظر زمانی مرتب تحویل داده می‌شوند. با این حال مدل HR اشباع پاسخ در کنتراست بالا را نشان نمی‌دهد، که در آزمایش مشاهده شده‌است. مدل‌های توسعه‌یافتهٔ مدل بارلو-لویک می‌توانند این اختلاف را فراهم کند.

#### مدل واتسون-آهومادا برای تخمین حرکت در انسان
این مدل از همبستگی متقابل در دو جهت مکانی و زمانی استفاده می‌کند و به مفهوم شار نوری مرتبط است.

### مدل‌هایاتصال حسی - حرکتی

#### مترونوم‌های نوروفیزیولوژیک: مدارهای عصبی برای تولید الگو
فرایندهای بازدارنده متقابل نقشی متحد کننده برای تمام مولدهای الگوی مرکزی است. این امر در سیستم عصبی استوماتوگاستریک (STG) خرچنگ خاردار و خرچنگ دریایی نشان داده شده‌است. شبکه‌های نوسانی دو و سه سلولی مبتنی بر STG ساخته شده‌اند که قابل تجزیه و تحلیل ریاضی هستند و به روش ساده به قدرت سیناپسی و فعالیت کلی بستگی دارند، احتمالاً دستگیره‌های این موارد است. ریاضیات استفاده شده از نظریه سیستم‌های دینامیکی است.

#### بازخورد و کنترل: مدل‌های کنترل پرواز در مگس
اعتقاد بر این است که کنترل پرواز در مگس با ورودی‌های سیستم بینایی و همچنین هالترها، یک جفت اندام دستگیره مانند که سرعت زاویه ای را اندازه‌گیری می‌کند، صورت می‌گیرد. مدلهای کامپیوتری یکپارچه دروزوفیلا، کوتاه در مدارهای عصبی، اما براساس دستورالعمل‌های کلی ارائه شده توسط نظریه کنترل و داده‌های پروازهای پیوستهٔ مگس، برای بررسی جزئیات کنترل پرواز ساخته شده‌است

#### کنترل موتور حسی مخچه
نظریه شبکه تنسور نظریه عملکرد مخچه است که یک مدل ریاضی از تبدیل مختصات فضا زمان حسی به مختصات حرکتی و بالعکس توسط شبکه‌های عصبی مخچه فراهم می‌کند. این نظریه توسط آندراس پلیونیس و رودولفو للیناس در دهه ۱۹۸۰ به عنوان هندسه سازی عملکرد مغز (به ویژه دستگاه عصبی مرکزی) با استفاده از تنسورها ایجاد شد.

## رویکردها و ابزارهای مدل‌سازی نرم‌افزار

### شبکه‌های عصبی
مقاله اصلی: شبکه عصبی
در این رویکرد قدرت و نوع، تحریک کننده یا بازدارنده بودن، اتصالات سیناپسی با اندازه و علامت وزن‌ها نشان داده می‌شود، یعنی ضرایب عددی {\displaystyle w'} در مقابل ورودی‌ها به یک نورون خاص. پاسخ نورون j ام توسط مجموع توابع غیرخطی، معمولاًتوابع «سیگمویدی» g از ورودی‌ها داده می‌شود:
{\displaystyle f_{j}=\sum _{i}g\left(w_{ji}'x_{i}+b_{j}\right)}.
این پاسخ سپس به عنوان ورودی به سایر نورون‌ها داده‌می‌شود. هدف این است که وزن نورون‌ها بهینه شود تا پاسخ مورد نظر در لایه خروجی مربوط به مجموعه ورودی در لایه ورودی، داده شود. این بهینه‌سازی وزن نورون اغلب با استفاده از الگوریتم پس‌انتشار و یک روش بهینه‌سازی مانند گرادیان کاهشی یا روش نیوتن انجام می‌شود. پس‌انتشار خروجی شبکه را با خروجی مورد انتظار از داده‌های آموزش مقایسه می‌کند، سپس وزن هر نورون را به روز می‌کند تا سهم آن نورون منفرد در خطای کل شبکه به حداقل برسد.

### الگوریتم‌های ژنتیک
از الگوریتم‌های ژنتیک برای تکامل ویژگی‌های عصبی (و گاهی ویژگی‌های بدن) در یک سیستم مدل مغز- بدن- محیط استفاده می‌شود تا عملکرد رفتاری مطلوبی را نشان دهد. سپس عوامل تکامل یافته می‌توانند مورد تجزیه و تحلیل دقیق قرار گیرند تا اصول عملکرد آنها کشف شود. رویکردهای تکاملی به ویژه برای کاوش در فضای راه حل‌های شدنی برای یک کار رفتاری معین مفید هستند زیرا این رویکردها پیش فرض‌های پیشینی راجع به چگونگی یک رفتار معین را به حداقل می‌رسانند. در مواقعی که فقط مدار عصبی جزئی برای سیستم بیولوژیکی مورد علاقه در دسترس است، می‌توانند برای کاوش در روش‌های مختلف برای تکمیل مدل عصبی محاسباتی مفید باشند.

### نورون
نرم‌افزار NEURON، که در دانشگاه دوک ساخته شده‌است، یک محیط شبیه‌سازی برای مدل‌سازی سلولهای عصبی تکی و شبکه‌های عصبی است.محیط NEURON یک محیط مستقل است که از طریق رابط کاربر گرافیکی یا از طریق برنامه‌نویسی با hoc یا پایتون امکان ایجاد رابط را فراهم می‌کند. موتور شبیه‌سازی NEURON بر اساس مدل هاچکین-هاکسلی با استفاده از فرمول بندی بورگ - گراهام ساخته شده‌است. چندین نمونه از مدل‌های نوشته شده در NEURON از پایگاه داده آنلاین ModelDB در دسترس است.

## تجسم در سخت‌افزار الکترونیکی

### نورون‌های سیلیکونی مبتنی بر رسانایی
سیستم‌های عصبی با اکثریت دستگاه‌های محاسباتی مبتنی بر سیلیکون از این نظر که آن‌ها شبیه کامپیوترهای آنالوگ (نه پردازنده‌های داده دیجیتال) و شبیه پردازنده‌های کاملاً موازی و نه پردازنده‌های ترتیبی هستند، تفاوت دارند. برای مدل‌سازی دقیق سیستم‌های عصبی، در زمان واقعی، سخت‌افزار جایگزین مورد نیاز است.
واقع بینانه‌ترین مدارها تاکنون، از خصوصیات آنالوگ الکترونیک دیجیتال موجود (تحت شرایط غیراستاندارد) برای تحقق مدل‌های نوع هاچکین-هاکسلی در سیلیکون استفاده می‌کنند.